# Nižná Slaná
Nižná Slaná es un municipio del distrito de Rožňava en la región de Košice, Eslovaquia, con una población estimada a final del año 2024 de 1240 habitantes.
Se encuentra ubicado al oeste de la región, en la cuenca hidrográfica del río Hernád, y cerca de la frontera con la región de Banská Bystrica y Hungría.

## Demografía
| Año        | 1994 | 2004     | 2014    | 2024    |
| ---------- | ---- | -------- | ------- | ------- |
| Población  | 1073 | 1207     | 1247    | 1240    |
| Diferencia |      | +12,48 % | +3,31 % | −0,56 % |

| Año        | 2023 | 2024    |
| ---------- | ---- | ------- |
| Población  | 1248 | 1240    |
| Diferencia |      | −0,64 % |